# Eryngium leavenworthii
Eryngium leavenworthii es una especie de planta anual perteneciente a la familia de las apiáceas. Es originaria de los Estados Unidos.  

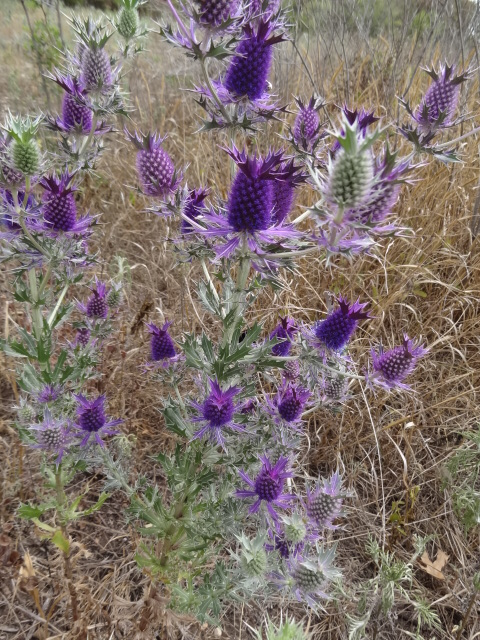
Vista de la planta

## Descripción
Alcanza una altura de hasta 3 metros y habita en praderas secas rocosas, orillas de carreteras, bosques abiertos y zonas de desechos. Florece entre julio y septiembre, sin embargo, en algunas zonas se ha visto florecer hasta noviembre. Las flores se encuentran la cima de las hojas con tallos alargados y conos de flores de color púrpura, estrechamente agrupadas, se asemejan a piñas difusas. La planta se encuentra sobre todo en zonas con suelos de piedra caliza o yeso. 

## Taxonomía
Eryngium leavenworthii fue descrita por Torr. & A.Gray y publicado en A Flora of North America: containing. .. 1(4): 604. 1840.
Etimología
Eryngium: nombre genérico que probablemente hace referencia a la palabra que recuerda el erizo: "Erinaceus" (especialmente desde el griego "erungion" = "ción"), sino que también podría derivar de "eruma" (= protección), en referencia a la espinosa hojas de las plantas de este tipo.
leavenworthii: epíteto  otorgado en honor de Melines Conklin Leavenworth (1796-1862), su descubridor.
 Sinonimia
- Eryngium leavenworthii f. albinum McGregor	[2]